# Alper Kalemci
Alper Kalemci (* 22. Juli 1991 in Muğla) ist ein türkischer Fußballspieler.

## Karriere

### Verein
Alper Kalemci begann als Elfjähriger mit dem Vereinsfußball in der Jugendabteilung von Marmaris Belediyespor und stieg hier im Frühjahr 2007 mit einem Profivertrag in den Profikader auf. Zuvor debütierte er in einer Drittligabegegnung am 25. November 2007  gegen Uşakspor. Er spielte eine Spielzeit lang schwerpunktmäßig für die Jugendmannschaft und kam neben dieser Tätigkeit auch regelmäßig für die Profis zum Einsatz.
Zur Saison 2008/09 wechselte er zu Hacettepe SK und spielte hier eine Spielzeit ausschließlich für die Reservemannschaft. Zum Saisonende verließ er den Verein Richtung Konyaspor. Auch hier wurde er ausschließlich für die Reserve eingesetzt. Zur Winterpause wechselte er dann zum Viertligisten Kartal Belediyespor.
Zur Saison 2010/11 wechselte er dann samt Ablöse zu Elazığspor und feierte mit diesem Verein zum Saisonende die Meisterschaft der TFF 2. Lig und damit den direkten Aufstieg in die TFF 1. Lig. Hier behauptete er sich von Anfang an als Stammspieler. Auch die Saison 2011/12 etablierte er sich sofort als Leistungsträger seines Teams. Am vorletzten Spieltag schaffte man den sicheren Aufstieg in die Süper Lig.
Zur Saison 2012/13 wurde er dan den Zweitligisten Şanlıurfaspor ausgeliehen. Im Frühjahr 2014 verließ er Elazığspor nach gegenseitigem Einvernehmen mit der Vereinsführung. Nach einer Reihe von Kurz- und Kürzestengagements pausierte Kalemci, bevor er 2018/2019 noch einmal für den unterklassigen Marmaris Gençlikspor auflief.

### Nationalmannschaft
Alper Kalemci spielte im Zeitraum 2008–09 mehrmals für die türkischen U-17, U-18 und U-19 Jugendnationalmannschaften.

## Erfolge
- Mit Elazığspor:
  - 2010/11 Aufstieg in die TFF 1. Lig
  - 2010/11 TFF 2. Lig
  - 2011/12 Aufstieg in die Süper Lig